# Officer (skak)
 For alternative betydninger, se Officer (flertydig). (Se også artikler, som begynder med Officer)
I skak angiver en officer en brik som ikke er en bonde. Dette betyder at tårne, springere, løbere, dronninger og konger er officerer.
Officerer har alle forskellige pointværdier.
| Skak | Spire Denne skakrelaterede artikel er en spire som bør udbygges. Du er velkommen til at hjælpe Wikipedia ved at udvide den. |